# Церква святого Кирила Турівського і всіх святих заступників білоруського народу
Церква святого Кирила Турівського і всіх святих заступників білоруського народу — білоруський греко-католицький храм, розташований у Лондоні в районі Північний Фінчлі.

## Будівництво
Церква була побудована при білоруському релігійному і культурному центрі в північному Лондоні, до якого також входять бібліотека, музей маєтку Франциска Скорини та громадський центр Marian House. Храм був освячений на честь шанованого Білоруською як православною, так і греко-католицькою церквами святителя Кирила Турівського, і став першим дерев'яним храмом, побудованим у Лондоні після Великої пожежі 1666 року. Церква стала першим в Західній Європі меморіалом жертвам Чорнобильської катастрофи і першою білоруською греко-католицькою церквою, побудованою за межами країни.
Будівництво розпочалося у листопаді 2015 року, закладка фундаменту була завершена в січні 2016-го. Закладний камінь з мощами святога апостола Варфоломія для церкви був привезений із Друї, з костелу Святої Трійці колишнього монастиря Маріан. Освячення відбулося 17 грудня 2016 року за участю Апостольського нунція у Великій Британії Антоніо Менніні, єпископа Гліба Лончини української греко-католицької єпархії Пресвятого Сімейства, єпископа-помічника Римсько-Католицької Вестмінстерської дієцезії Джона Шеррінгтона, а також Апостольського візитатора для греко-католиків у Білорусі Сергія Гаєка, в присутності представників білоруської діаспори у Великій Британії.

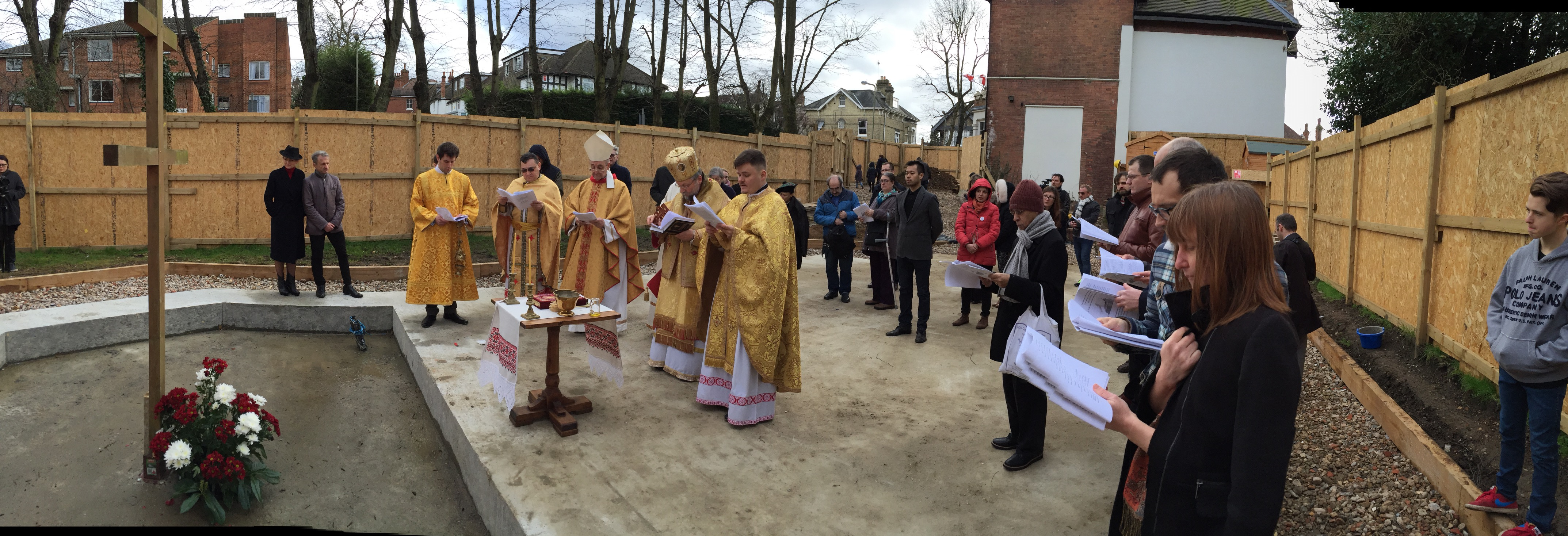
Освячення закладного каменя майбутньої церкви, 7 лютого 2016

Ініціатором будівництва був священик Української католицької місії візантійського обряду отець Сергій Стасевич. Автором проекту церкви виступив британський архітектор і прихожанин Білоруської церкви Цзивай Со. Проект церкви базується на архітектурі білоруських дерев'яних храмів і характерних особливостях білоруського бароко.

## Премії, подальша історія
Проект церкви був удостоєний декількох архітектурних премій і заслужив позитивні відгуки британських архітектурних критиків і журналістів.
При будівництві храму в ньому відбулося поховання праху, а в травні 2017 року було освячено надгробний кіот-пам'ятник з іконою Георгія Побідоносця на честь британської поетеси і перекладачки з білоруської та української мов Віри Річ.